# Fakulteta za podiplomski študij v Novi Gorici
Fakulteta za podiplomski študij , s sedežem v Novi Gorici, je fakulteta, ki je članica Univerze v Novi Gorici.